# Mephisto (char)
Pour les articles homonymes, voir Méphisto.

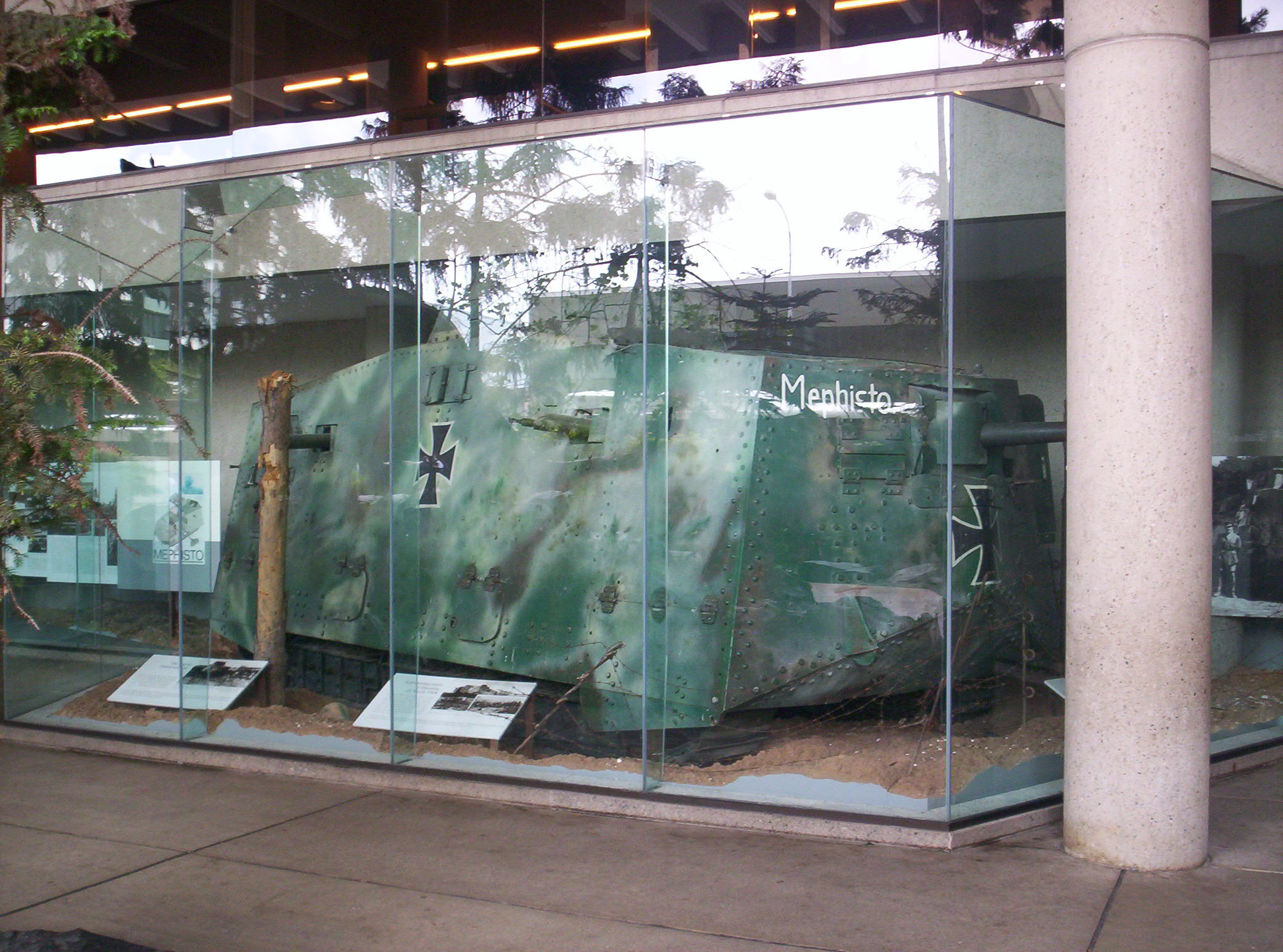
Mephisto au Queensland Museum.

Mephisto est un char allemand A7V capturé par les troupes australiennes lors de la Première Guerre mondiale.
Seuls vingt chars de ce type ont été construits et Mephisto est le seul encore conservé en état. Il est présenté au Queensland Museum (en).